# Hugo Cuypers
Hugo Cuypers (Liège, 1997. február 7. –) belga korosztályos válogatott labdarúgó, a Chicago Fire csatára.

## Pályafutása

### Klubcsapatokban
Cuypers a belgiumi Liège városában született. Az ifjúsági pályafutását a Zwaluw Vechmaal, az Excelsior Veldwezelt és a Visé csapatában kezdte, majd a Standard Liège akadémiájánál folytatta.
2016-ban mutatkozott be a Standard Liège első osztályban szereplő felnőtt keretében. A 2016–17-es szezonban a Seraingnál szerepelt kölcsönben. 2017-ben a görög Ergotéliszhez, majd 2019-ben az Olimbiakószhoz igazolt. A 2019–20-as idényben a francia Ajaccio csapatát erősítette kölcsönben. 2021-ben a belga KV Mechelenhez csatlakozott. 2022. július 1-jén négyéves szerződést kötött a Gent együttesével. Először a 2022. július 22-ei, Standard Liège ellen 2–2-es döntetlennel zárult mérkőzésen lépett pályára. Első gólját 2022. július 30-án, a St. Truiden ellen hazai pályán 1–1-es döntetlennel végződő találkozón szerezte meg.
2024. február 6-án az amerikai Chicago Fire 2026-ig szóló szerződést kötött vele, amely egy évvel meghosszabbítható.

### A válogatottban
Cuypers 2016-ban tagja volt a belga U19-es válogatottnak.

## Statisztikák
2023. július 30. szerint
| Klub                 | Szezon   | Osztály             | Bajnokság | Bajnokság | Kupa  | Kupa | Nemzetközi | Nemzetközi | Összesen | Összesen |
| Klub                 | Szezon   | Osztály             | Meccs     | Gól       | Meccs | Gól  | Meccs      | Gól        | Meccs    | Gól      |
| -------------------- | -------- | ------------------- | --------- | --------- | ----- | ---- | ---------- | ---------- | -------- | -------- |
| Ajaccio (kölcsönben) | 2019–20  | Ligue 2             | 22        | 5         | 0     | 0    | —          | —          | 22       | 5        |
| Olimbiakósz          | 2020–21  | Super League Greece | 10        | 1         | 4     | 1    | —          | —          | 14       | 2        |
| KV Mechelen          | 2021–22  | Jupiler League      | 34        | 13        | 2     | 0    | —          | —          | 36       | 13       |
| Gent                 | 2022–23  | Jupiler League      | 39        | 27        | 4     | 1    | 13         | 6          | 56       | 34       |
| Gent                 | 2023–24  | Jupiler League      | 1         | 1         | 0     | 0    | 1          | 2          | 2        | 3        |
| Gent                 | Összesen | Összesen            | 40        | 28        | 4     | 1    | 14         | 8          | 58       | 37       |
| Összesen             | Összesen | Összesen            | 106       | 47        | 10    | 2    | 14         | 8          | 130      | 57       |

## Sikerei, díjai
Standard Liège
- Belga Kupa
  - Győztes (1): 2015–16

Olimbiakósz
- Super League Greece
  - Győztes (2): 2019–20, 2020–21

- Görög Kupa
  - Győztes (1): 2019–20
  - Döntős (1): 2020–21

Gent
- Belga Szuperkupa
  - Döntős (1): 2022